# Léonce Rosenberg
Leonce Rosenberg, (París, 1879 -1947) fou un marxant i editor d'art francès.

## Biografia
Fill d'Alexander i germà de Paul Rosenberg, galeristes de renom a l'avinguda de l'Òpera de París, Léonce Rosenberg va ser dels primers defensors de l'art abstracte i el cubisme, que descobreix per als marxants Ambroise Vollard i Wilhelm Uhde el 1911, abans d'empènyer la porta de la galeria de Daniel-Henry Kahnweiler el 1912.
Ell va començar a col·leccionar obres de Picasso, Juan Gris, Auguste Herbin, Léger, Gino Severini, Henri Laurens, Georges Valmier, Henri Hayden, Jean Metzinger, i així successivament. Durant la Primera Guerra Mundial, donarà suport moral i financer a aquests artistes.
Després de la Gran Guerra, es troba en fallida, però, presenta el treball que té a la Galerie de L'Effort Moderne, i la seva mansió del carrer de la Baume, a París, s'obre a totes les formes del cubisme, mostra pintures de Mondrian, Ozenfant, Picabia, i també organitza a la seva galeria, els matins literàries i musicals.
Quan els stokcs d'obres de la galeria de Daniel-Henry Kahnweiler, són segrestats durant la guerra del catorze, després es venen a les subhastes (durant 1921 al 1923) per França en virtut de "botí de guerra" —Kahnweiler era un ciutadà alemany—, Rosenberg va sert nomenat «expert», amb la consternació d'ell mateix.
L'aventura de l'art modern, la Galerie de L'Effort Moderne, finalment es va tancar el 1941 com a resultat de lleis antisemites.